# Thai Airways International
Thai Airways International (TG) (Thai : การบินไทย) is de nationale luchtvaartmaatschappij van Thailand. Deze is opgericht in 1960 en een van de stichtende leden van de Star Alliance. De thuishaven van Thai Airways is de Internationale Luchthaven Suvarnabhumi nabij Bangkok en daarnaast is Internationale Luchthaven Phuket een belangrijke hub. Haar belangrijkste routes zijn tussen Europa en Thailand. Daarnaast vliegt deze op bestemmingen in Oceanië.
Thai Airways is eigenaar van Thai Smile die zich op Aziatische bestemmingen richt. Verder is ze groot-aandeelhouder van Nok Air, een lagekostenluchtvaartmaatschappij.

## Geschiedenis
Thai Airways International is opgericht in 1960 als joint venture tussen Thai Airways Company, dat toen een regionale luchtvaartmaatschappij was, en Scandinavian Airlines System. De eerste vlucht van de maatschappij was op 1 mei 1960. In de loop van de jaren heeft de Thaise overheid de aandelen van SAS overgekocht waardoor het bedrijf vanaf 1977 volledig in handen van de staat kwam. In 1988 nam het Thai Airways Company over, om zo een grote staatsluchtvaartmaatschappij te vormen. Sinds 1991 staat het bedrijf genoteerd aan de effectenbeurs van Thailand. In 2006 werd de Internationale Luchthaven Suvarnabhumi geopend die sindsdien als belangrijkste hub wordt gebruikt. Sinds 2020 heeft de overheid net geen meerderheidsbelang meer.

## Vloot
De vloot van Thai Airways International bestond in april 2022 uit:
- 12 Airbus A350-900
- 4 Boeing 777-200ER
- 17 Boeing 777-300ER
- 6 Boeing 787-8
- 2 Boeing 787-9